# マティス・サイブル
マティス・ビンセント・サイブル（Matisse Vincent Thybulle, 1997年3月4日 - ）は、アメリカ合衆国アリゾナ州スコッツデール出身のプロバスケットボール選手。NBAのポートランド・トレイルブレイザーズに所属している。ポジションはシューティングガードまたはスモールフォワード。

## 経歴

### 生い立ち
アリゾナ州スコッツデールに生まれる。2歳のとき、家族でオーストラリア・シドニーに移住し、そのまま7年間オーストラリアで過ごした。オーストラリアに住んでいたときはバスケットボールよりも水泳に夢中であったという。2005年にアメリカへ戻り、ワシントン州サマミッシュに定住した。

### カレッジ
高校時代から関係のあったロレンゾ・ロマールがコーチとして所属するワシントン大学に進学。1年目から主力選手として活躍した。2年目のオフにロマールがチームを去ると、サイブルもチームから去ろうとしたが、新たにコーチに就任したマイク・ホプキンスとの面談を経て、残留することを決意した。その後もチームの主力としてプレーし、4年目のシーズン終了後2019年のNBAドラフトにエントリーした。

### フィラデルフィア・76ers
2019年6月20、ドラフト1巡目20位でボストン・セルティックスから指名を受け、直後のトレードで交渉権がフィラデルフィア・セブンティシクサーズに移り、7月3日にシクサーズと契約した。シクサーズはドラフト前からサイブルの獲得を熱望しており、彼に他のチームとのワークアウトを辞めさせ、トップ20で指名することを約束していた。10月23日のボストン・セルティックス戦でNBAデビュー。12月8日のトロント・ラプターズ戦では5本のスリーポイントシュートを含む20得点を記録し、チームの勝利に貢献した。この試合で3スティールを記録したことで、サイブルは開幕5試合全てで複数回スティールを記録した球団初の選手となった。シクサーズのルーキーがチーム記録を作ったのはアレン・アイバーソン以来である。
2020-21シーズン、2021-22シーズンは2年連続でNBAオールディフェンシブセカンドチームに選出された。

### ポートランド・トレイルブレイザーズ
2023年2月9日に3チーム間のトレードで、ポートランド・トレイルブレイザーズへ移籍した。
2022-23シーズンオフに制限付きFAとなり、ダラス・マーベリックスが提示した3年総額3,300万ドルのオファーシートにサインしたが、その後ブレイザーズが同額の条件を提示してオファーにマッチしたため、再契約となった。

## プレースタイル
優れたディフェンスが持ち味のプレイヤー。大学時代は数々のディフェンスに関するタイトルを獲得しており、NBAでも1年目からリーグ屈指のディフェンダーとなっている。一方でオフェンスには難があり、今後の課題とされている。

## 個人成績

### NBA

#### レギュラーシーズン
| シーズン | チーム | GP  | GS  | MPG  | FG%  | 3P%  | FT%  | RPG | APG | SPG | BPG | PPG |
| -------- | ------ | --- | --- | ---- | ---- | ---- | ---- | --- | --- | --- | --- | --- |
| 2019–20  | PHI    | 65  | 14  | 19.8 | .423 | .357 | .610 | 1.6 | 1.2 | 1.4 | .7  | 4.7 |
| 2020–21  | PHI    | 65  | 8   | 20.0 | .420 | .301 | .444 | 1.9 | 1.0 | 1.6 | 1.1 | 3.9 |
| 2021–22  | PHI    | 66  | 50  | 25.5 | .500 | .313 | .791 | 2.3 | 1.1 | 1.7 | 1.1 | 5.7 |
| 2022–23  | PHI    | 49  | 6   | 12.1 | .431 | .333 | .750 | 1.3 | .5  | .9  | .3  | 2.7 |
| 2022–23  | POR    | 22  | 22  | 27.7 | .438 | .388 | .625 | 3.5 | 1.4 | 1.7 | .8  | 7.4 |
| 2023–24  | POR    | 65  | 19  | 22.9 | .397 | .346 | .759 | 2.1 | 1.4 | 1.7 | .8  | 5.4 |
| 2024–25  | POR    | 15  | 5   | 20.8 | .477 | .438 | .467 | 3.5 | 1.9 | 2.2 | .6  | 7.5 |
| 通算     | 通算   | 357 | 124 | 20.9 | .438 | .343 | .661 | 2.0 | 1.1 | 1.6 | .8  | 4.9 |

#### プレーオフ
| シーズン | チーム | GP | GS | MPG  | FG%  | 3P%  | FT%  | RPG | APG | SPG | BPG | PPG |
| -------- | ------ | -- | -- | ---- | ---- | ---- | ---- | --- | --- | --- | --- | --- |
| 2020     | PHI    | 4  | 1  | 18.8 | .429 | .250 | —    | 1.8 | .5  | .8  | .3  | 1.8 |
| 2021     | PHI    | 12 | 1  | 18.3 | .481 | .324 | .400 | 1.4 | .3  | 1.3 | .9  | 5.3 |
| 2022     | PHI    | 9  | 0  | 15.2 | .458 | .286 | .333 | 1.0 | .4  | .8  | .8  | 3.0 |
| 通算     | 通算   | 25 | 2  | 17.3 | .470 | .308 | .375 | 1.3 | .4  | 1.0 | .8  | 3.9 |

### カレッジ
| シーズン | チーム     | GP  | GS  | MPG  | FG%  | 3P%  | FT%  | RPG | APG | SPG  | BPG | PPG  |
| -------- | ---------- | --- | --- | ---- | ---- | ---- | ---- | --- | --- | ---- | --- | ---- |
| 2015–16  | ワシントン | 34  | 34  | 24.1 | .397 | .366 | .714 | 3.2 | 1.6 | 1.1  | .9  | 6.2  |
| 2016–17  | ワシントン | 31  | 31  | 29.9 | .448 | .405 | .841 | 3.1 | 1.8 | 2.1  | .7  | 10.5 |
| 2017–18  | ワシントン | 34  | 33  | 32.3 | .445 | .365 | .714 | 2.9 | 2.6 | 3.0  | 1.4 | 11.2 |
| 2018–19  | ワシントン | 36  | 36  | 31.1 | .415 | .305 | .851 | 3.1 | 2.1 | 3.5* | 2.3 | 9.1  |
| 通算     | 通算       | 135 | 134 | 29.4 | .429 | .358 | .782 | 3.1 | 2.0 | 2.4  | 1.4 | 9.2  |